# Syd Hoff
Syd Hoff (* 4. September 1912 in der Bronx, New York City; † 12. Mai 2004 in Miami Beach) war ein US-amerikanischer Cartoonist und Kinderbuchautor.

## Leben
Der Kaufmannssohn Sydney Hoffberg zeichnete bereits als Vierjähriger, er wuchs in der Bronx auf und besuchte dort die High School. Im Jahr 1928 kam der im selben New Yorker Stadtteil geborene Cartoonist Milt Gross (1895–1953) an der Schule vorbei, warf einen Blick auf Syds Zeichnungen und sagte dem Jungen eine großartige Zukunft als Zeichner voraus. Daraufhin wechselte Syd von der High School auf die ebenfalls in New York ansässige National Academy of Design.
Ab 1930 wurden Syd Hoffs Cartoons im Magazin New Yorker veröffentlicht. Publikationen in den Magazinen Esquire und Look folgten. Zwei von Hoffs Comicstrips liefen über Jahre: der über das Mädchen Tuffy von 1939 bis 1950 im King Features Syndicate und Laugh It Off sogar von 1958 bis 1978. Bereits 1938 gelang dem Verleger William Randolph Hearst mit Bezug auf Tuffies Volkstümlichkeit die Freistellung Hoffs vom aktiven Militärdienst während der gesamten Kriegszeit. Hoffs Kinderbuch Muscles and Brains brachte Dial Press 1940 heraus. Das Schreiben und Illustrieren von Kinderbüchern wurde fortan eines von Hoffs Arbeitsgebieten. Er schrieb 60 Stück. Zum Beispiel Danny and the Dinosaur aus dem Jahr 1958 wurde zum mehrfach übersetzten Bestseller.
Ab 1933 veröffentlichte Hoff unter dem Pseudonym A. Redfield in kommunistischen Organen wie dem Daily Worker und dem Magazin New Masses. Obwohl im Jahr 1952 vom FBI zu Verbindungen zu den Kommunisten befragt, sind keine darauffolgenden Repressionen gegen Hoff bekanntgeworden.
Seit 1937 war Syd Hoff mit seiner Gattin Dora, geborene Berman († 1994) zusammen. Das Paar bekam zwei Kinder – Susan und Bonnie. 
Syd Hoff starb in seinem Haus in Miami Beach.

## Werke (Auswahl)
Kinderbücher
Text und Illustrationen
- 1940  Muscles and Brains. Dial Press
- HarperCollins-Serie I Can Read!
  - 1958 Danny and the Dinosaur
  - 1958 Grizzwold[4]
  - 1959 Julius[5]
  - 1959 Oliver[6]
  - 1959 Chester[7]
  - 1959 Stanley[8]
  - 1959 Little Chief[9]
  - 1959 Sammy, the seal[10]
  - 1960 Who Will Be My Friends?[11]
  - 1961 Albert the Albatross[12]
  - 1966 The Homework Caper, Text: Joan M. Lexau[13]
  - 1968 The Rooftop Mystery, Text: Joan M. Lexau[14]

für Erwachsene
- 1935 The Ruling Clawss, New York : New York Review Comics, 2023, introduction by Philip Nel, ISBN 978-1-68137-741-4
- 1943 Military secrets. This book is filled with man-to-man ideas and aids to help you record your bang-up army experiences. Hillair Publishing Company
- 1943 Naval secrets. This book is filled with man-to-man ideas and aids to help you record your bang-up navy experiences. Hillair Publishing Company
- 1944 Feeling No Pain. An Album of Cartoons. Dial Press
- 1945 Mom, I'm home! Doubleday, Doran
- 1951 Oops! Wrong Party! Popular Library
- 1953 Oops! Wrong Stateroom! Washburn
- 1955 Okay - You Can Look Now! Duell, Sloan and Pearce
- 1975 Editorial and political cartooning. Stravon Educational Press, New York (archive.org)
- Cartoons mit politischem Hintergrund

Film
- 1990 und 1997 Drehbücher für die Verfilmung von Danny and the Dinosaur sowie Stanley